# Bola Sete

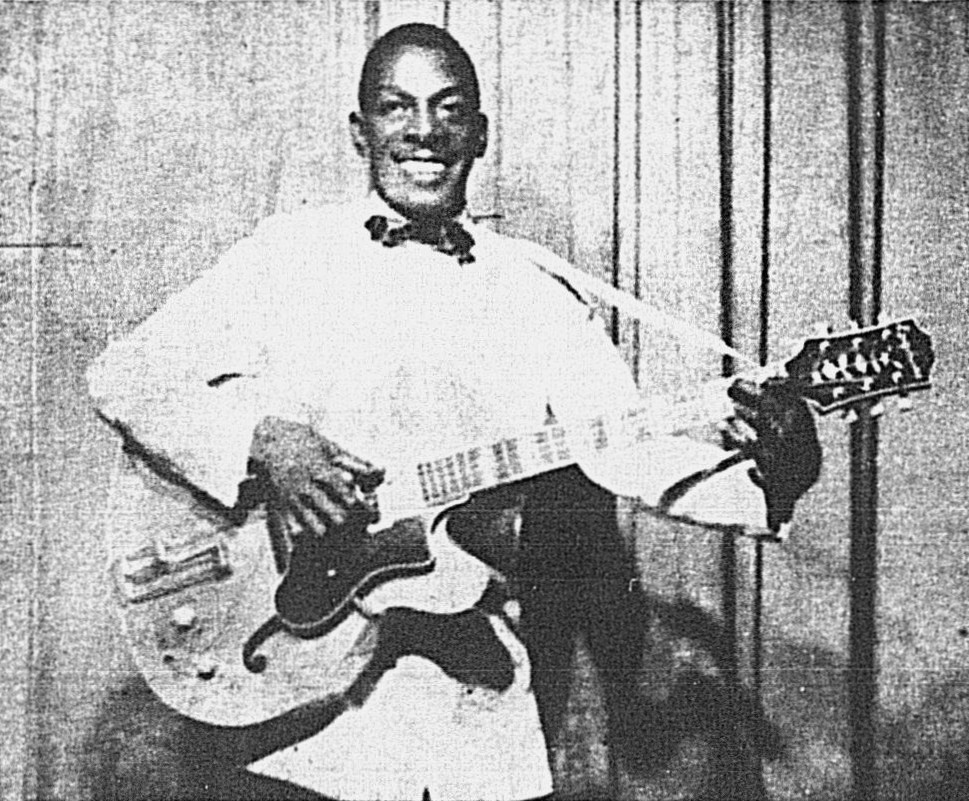
Bola Sete

Bola Sete (* 16. Juli 1923 in Rio de Janeiro als Djalma de Andrade; † 14. Februar 1987 in Greenbrae, Kalifornien) war ein brasilianischer Gitarrist, Sänger und Komponist. Er war ein wichtiger Vertreter des Bossa Nova-Jazz und mit seinem Gitarrenspiel maßgebend für zahlreiche Musiker, darunter Carlos Santana.

## Leben und Werk
Djalma de Andrade erhielt bereits in seinen jungen Jahren den Spitznamen Bola Sete (Kugel 7), als er das einzige schwarze Mitglied einer Jazzband war. Der Spitzname stammt aus einer brasilianischen Form des Snooker-Billard mit einem weißen Spielball und sieben farbigen Objektbällen, von denen ein Ball schwarz ist und zuletzt eingelocht werden soll.
Bola Sete studierte Gitarre am Konservatorium in Rio, spielte gleichzeitig in lokalen Samba-Gruppen und gründete schließlich sein eigenes Sextett. In seinem Spiel wurde er maßgeblich von den Jazz-Gitarristen Django Reinhardt, Charlie Christian, Barney Kessel und Oscar Moore vom Nat-King-Cole-Trio beeinflusst.
Von 1952 bis 1956 hielt sich Bola Sete in Italien auf, wo er in verschiedenen Clubs und Hotels spielte. Danach kehrte er nach Brasilien zurück und tourte durch ganz Südamerika. In Argentinien trat er gemeinsam mit Lalo Schifrin auf. 1959 wirkte er am Soundtrack des Films Orfeu Negro mit, wo er ein Medley aus Manhã de Carnaval, A Felicidade, und Samba De Orfeo spielte.
Der Manager eines Sheraton Hotels überredete ihn, 1962 in die Vereinigten Staaten zu ziehen und in den dortigen Sheraton Hotels aufzutreten. Er spielte für eine Weile im Park Sheraton von New York City, später trat er regelmäßig im Sheraton Palace von San Francisco auf. Dizzy Gillespie wohnte dort zu dieser Zeit und wurde so auf Bola Sete aufmerksam.
Im Herbst 1962 nahm Gillespie den Gitarristen mit zum neunten Monterey Jazz Festival, wo Bola Sete großen Erfolg hatte und im ganzen Land bekannt wurde. Danach tourte er mit Gillespie durch die Staaten. Schließlich kehrte er nach San Francisco zurück, wo er sich dem Trio von Vince Guaraldi anschloss. Gemeinsam spielten sie mehrere erfolgreiche Platten ein und gingen auf gutbesuchte Tourneen.
Nachdem er für einige Jahre mit Guaraldi gespielt hatte, gründete Bola Sete sein eigenes Trio mit den Brasilianern Sebastian Neto am Bass und Paulinho da Costa am Schlagzeug. Mit seinem Trio trat er 1966 noch einmal mit großem Erfolg in Monterey auf. Er arbeitete auch mit Paul Winter zusammen. 
Bola Sete spielte außerdem mit der World-Jazz-Gruppe Rainbow, die aus dem kalifornischen Jazzmusiker John Handy, dem Sarodspieler Ali Akbar Khan, dem Geiger L. Subramaniam und dem Tablaspieler Zakir Hussain bestand. Der von ihm komponierte Song Bettina wurde von der US-amerikanischen Hip-Hop-Gruppe A Tribe Called Quest gesampelt. 
Bola Sete starb im Alter von 63 Jahren an Lungenkrebs.

## Diskografie (Auswahl)

### Singles
- 1948: Chorinho do Bruno/Bola Sete no Choro
- 1949: Meu Sonho/Carminho no Choro
- 1952: Sem Compromisso/Tô de Sinuca
- 1953: Meditando/Baião da Bahia
- 1955: Hora Staccato/Czardas
- 1956: Accarezzame/Scapricciatiello
- 1957: Bacara/Aquarela do Brasil
- 1958: Mister Jimmy/Mambeando
- 1960: Batucando Mesmo/Ma Griff

### Alben
- 1957: Aqui esta o Bola Sete
- 1958: Travessuras do Bola Sete
- 1958: Bola Sete e Quatro Trombones
- 1958: Ritmolandia
- 1958: Bola Sete em Hi-Fi
- 1959: Bahia, Ai...Ai...
- 1960: Bola Sete é a Bola da Vez
- 1962: Bola Sete Bossa Nova
- 1962: O Extraordinario Bola Sete
- 1964: Tour de Force
- 1961: The Solo Guitar of Bola Sete
- 1961: The Incomparable Bola Sete
- 1966: Live at El Matador
- 1966: Autentico!
- 1967: Bola Sete at The Monterey Jazz Festival
- 1971: Workin´ on a Groovy Thing
- 1972: Ocean Memories
- 1973: Goin´ to Rio
- 1974: Shebaba
- 1987: Jungle Suite/Shambhala Moon
- 2008: Live At Grace Cathedral, San Francisco, 1976
- 2021: Samba in Seattle: Live at The Penthouse 1966-1968

### Kollaborationen
- 1958: Carnival In Rio mit Therezinha Bittencourt
- 1963: Vince, Bola & Friends mit Vince Guaraldi
- 1964: From All Sides mit Vince Guaraldi
- 2001: Jazz Casual: Jazz on the West mit Vince Guaraldi und Paul Winter